# Mikael Tellbe
Bengt Mikael Tellbe, född 21 augusti 1960, är en svensk teolog.  
Han är teologie doktor och lektor i Nya Testamentets exegetik vid Örebro teologiska högskola och författare till ett flertal böcker inom teologi och exegetik. Tellbe är också huvudredaktör för NTB.